# Ronaldo Henrique Silva
Ronaldo Henrique Silva (nacido el 10 de abril de 1991) es un futbolista brasileño que se desempeña como delantero.
Jugó para clubes como el Yokohama FC.

## Trayectoria

### Clubes
| Club        | País  | Año  |
| ----------- | ----- | ---- |
| Yokohama FC | Japón | 2014 |

## Estadística de carrera

### J. League
| Club        | Año   | J. League | J. League | Copa J. League | Copa J. League | Total | Total |
| Club        | Año   | Part.     | Goles     | Part.          | Goles          | Part. | Goles |
| ----------- | ----- | --------- | --------- | -------------- | -------------- | ----- | ----- |
| Yokohama FC | 2014  | 12        | 1         | -              | -              | 12    | 1     |
| Total       | Total | 12        | 1         | 0              | 0              | 12    | 1     |